# Рябов, Яков Петрович
Я́ков Петро́вич Ря́бов (24 марта 1928, село Шишкеево, Пензенская губерния — 17 апреля 2018, Москва) — советский государственный и партийный деятель. Секретарь ЦК КПСС (1976—1979). Член ЦК КПСС (1971—1990). Делегат XXII—XXVII съездов КПСС и XIX Всесоюзной конференции КПСС. Депутат Совета Союза Верховного Совета СССР 9—11 созывов (1974—1989) от Свердловской области. Депутат Верховного Совета РСФСР (1963—1975). Член Президиума Верховного Совета РСФСР (1967—71 гг.).

## Образование
- В 1946 году окончил Свердловский машиностроительный техникум
- В 1952 году окончил вечернее отделение Уральского политехнического института.

## Политическая деятельность

### Карьера в Свердловске
- Родился в многодетной крестьянской семье (по собственным словам в интервью программе "Особая папка" Л.Млечина, "девятый ребёнок"). В 1930 году семья переехала в Свердловск на строительство Уралмашзавода.
- В 1942—1944 годах — токарь-карусельщик Завода № 9.
- В 1946—1960 годах — работал на Свердловском турбомоторном заводе: техник-конструктор, инженер, старший инженер-конструктор, руководитель конструкторской группы, начальник отдела специального конструкторского бюро, заместитель начальника цеха, начальник цеха, секретарь парткома завода (с 1958 года).
- В 1960—1963 годах — 1-й секретарь Орджоникидзевского райкома КПСС города Свердловска.
- В 1963—1966 годах — 1-й секретарь Свердловского горкома КПСС.
- В 1966—1971 годах — 2-й секретарь Свердловского обкома КПСС.
- В 1971—1976 годах — 1-й секретарь Свердловского обкома КПСС.

На этом посту его сменил Борис Николаевич Ельцин, начинавший работу в местных партийных органах под его же руководством. 

### Карьера в ЦК КПСС
Член ЦК КПСС в 1971—1990 годах. Секретарь ЦК КПСС с 26 октября 1976 по 17 апреля 1979 года, в должности курировал отрасли оборонной промышленности. Освобождён от должности секретаря ЦК КПСС из-за того, что «будучи в 1979 году в Нижнем Тагиле, Рябов позволил себе на тему плохого здоровья Брежнева пооткровенничать с местным партактивом», а также серьёзных разногласий с министром обороны СССР Дмитрием Устиновым из-за производства и принятия на вооружение танков Т-72 и Т-64 и проверки состоянии противовоздушной и противоракетной обороны. Тогда же вступил в конфликт с Н.А.Щелоковым. Переведён на пост 4-го первого заместителя председателя Госплана СССР.

### Карьера в Совете министров СССР
- В 1979—1983 годах — первый заместитель председателя Госплана СССР.
- В 1983—1984 годах — председатель Государственного комитета СССР по внешним экономическим связям
- В 1984—1986 годах — заместитель председателя Совета министров СССР.

### Дипломатическая карьера
В 1986—1990 годах — чрезвычайный и полномочный посол СССР во Франции.

## Общественная деятельность после отставки
- В 1992—2001 годах — президент Ассоциации содействия развитию Уральского региона.
- С 1992 года сопредседатель Международного Демидовского фонда.
- С 2001 года почётный президент Уральского землячества.
- Почётный член Российской академии ракетных и артиллерийских наук.
- Академик Российской инженерной академии.

Скончался в Москве 17 апреля 2018 года. Похоронен на Троекуровском кладбище.

## Награды
- Три ордена Ленина (25 августа 1971; 3 марта 1976; 23 марта 1978) — за большие заслуги перед Коммунистической партией и Советским государством и в связи с пятидесятилетием со дня рождения[7].
- Орден Октябрьской Революции (23 марта 1988) — за заслуги на дипломатической работе и в связи с шестидесятилетием со дня рождения[8].
- Два ордена Трудового Красного Знамени (8 августа 1966; 12 апреля 1983).
- Орден «Знак Почёта» (20 сентября 1962).
- Медали.
- Почётная грамота Правительства Российской Федерации (21 марта 1998) — за заслуги перед государством, многолетний добросовестный труд и в связи с 70-летием со дня рождения[9].
- Почётное звание «Почётный гражданин Свердловской области» (13 марта 2008)[10].
- Знак отличия «За заслуги перед Свердловской областью» II степени (14 марта 2018) — за особые заслуги в сфере социально-экономического развития Свердловской области[11].